# Acidodontium exaltatum
Acidodontium exaltatum är en bladmossart som beskrevs av Georg Friedrich von Jaeger 1875. Acidodontium exaltatum ingår i släktet Acidodontium och familjen Bryaceae. Inga underarter finns listade i Catalogue of Life.